# 王序 (1912年)
王序（1912年3月8日—1984年2月10日），男，江苏无锡人，中国化学家。

## 生平
早年毕业于辅仁中学，后考入上海沪江大学化学系。1936年，赴奥地利维也纳大学研究生院深造，1940年获博士学位。
回国后任浙江大学化学系教授，北京医学院教授、药学系主任和药物研究所所长。兼任中国化学会副秘书长。1980年，当选为中国科学院学部委员。